# میلاد غریبی
میلاد غریبی (زادهٔ ۱ اسفند ۱۳۷۰ در گچساران) بازیکن فوتبال اهل ایران است.
وی سابقهٔ حضور در باشگاه‌های نفت گچساران، سایپا البرز، باشگاه فوتبال پرسپولیس تهران و ذوب‌آهن اصفهان را نیز دارد.
غریبی سابقه عضویت در تیم ملی زیر ۱۷ سال ایران، زیر ۲۰ سال ایران و زیر ۲۲ سال ایران را دارد.